# Pogorzela (gemeente)
De gemeente Pogorzela is een stad- en landgemeente in het Poolse woiwodschap Groot-Polen, in powiat Gostyński.
De zetel van de gemeente is in Pogorzela.
Op 30 juni 2004 telde de gemeente 5149 inwoners.

## Oppervlakte gegevens
In 2002 bedroeg de totale oppervlakte van gemeente Pogorzela 96,47 km², waarvan:
- agrarisch gebied: 76%
- bossen: 17%

De gemeente beslaat 11,9% van de totale oppervlakte van de powiat.

## Demografie
Stand op 30 juni 2004:
| Omschrijving                   | Totaal | Totaal | Vrouwen | Vrouwen | Mannen | Mannen |
| ------------------------------ | ------ | ------ | ------- | ------- | ------ | ------ |
| eenheid                        | aantal | %      | aantal  | %       | aantal | %      |
| inwoners                       | 5149   | 100    | 2597    | 50,4    | 2552   | 49,6   |
| bevolkingsdichtheid (inw./km²) | 53,4   | 53,4   | 26,9    | 26,9    | 26,5   | 26,5   |

In 2002 bedroeg het gemiddelde inkomen per inwoner 1298,66 zł.

## Plaatsen
- Bielawy Pogorzelskie - dorp
- Bułaków - dorp
- Elżbietków - dorp
- Głuchów - dorp
- Gumienice - dorp
- Kaczagórka - dorp
- Kromolice - dorp
- Łukaszew - dorp
- Małgów - dorp
- Ochla - dorp
- Paradów - dorp
- Pogorzela - miasto,gemeentezetel
- Wziąchów - dorp

## Aangrenzende gemeenten
Borek Wielkopolski, Kobylin, Koźmin Wielkopolski, Krotoszyn, Pępowo, Piaski